# Parafransoletite
La parafransoletite è un minerale.